# 任侠東海道
『任侠東海道』（にんきょうとうかいどう）は、1958年（昭和33年）1月3日公開の日本映画である。東映製作・配給。監督は松田定次、主演は片岡千恵蔵。イーストマンカラー、東映スコープ、105分。
『任侠清水港』に続く千恵蔵主演の次郎長ものの第2作で、東映の正月オールスター映画として製作された。配収は3億4178万円で、1957年度の邦画配収ランキング第5位となった。

## スタッフ
- 監督：松田定次
- 製作：大川博
- 企画：マキノ光雄、辻野公晴、玉木潤一郎
- 脚本：比佐芳武(「平凡」連載)
- 撮影：川崎新太郎
- 照明：中山治雄
- 録音：東城絹児郎
- 美術：川島泰三
- 編集：宮本信太郎
- 音楽：深井史郎
- 和楽：望月太明吉
- 計測：古谷伸
- 進行主任：徳田米雄
- 装置：加藤貞雄
- 背景：木下清輝
- 装飾：秋田実
- 記録：田中美佐江
- 衣裳：三上剛
- 美粧：林政信
- 結髪：桜井文子
- スチール：熊田陽光
- 擬斗：足立伶二郎
- 助監督：沢島忠
- 撮影助手：脇武夫
- 照明助手：井上義一
- 録音助手：小金丸輝貴
- 美術助手：井川徳道
- 編集助手：細谷修三
- 色彩助手：川上晃
- 演技事務：伊駒実麿
- 進行：天尾完次
- 色彩考証：和田三造
- 衣裳考証：甲斐荘楠音
- 振付：藤間勘五郎
- 現像：東洋現像所

## キャスト
- 清水の次郎長：片岡千恵蔵

- 桶屋の鬼吉：中村錦之助 (萬屋錦之介)
- 増川の仙右衛門：大川橋蔵
- 大瀬の半五郎：東千代之介

- おきく：長谷川裕見子
- お竹：千原しのぶ
- おしま：花柳小菊

- 久井の才治郎：伏見扇太郎
- 千代吉：植木千恵
- 神戸の長吉：尾上鯉之助

- 丹波屋傳兵衛：進藤英太郎
- 角井門之助：山形勲
- 神沢の小五郎：小沢栄太郎
- 寺津の間之助：宇佐美諄
- 安濃徳次郎：薄田研二
- 小政：片岡栄二郎
- 法印大五郎：加賀邦男
- 雲風の亀吉：香川良介
- 祐天仙之助：阿部九洲男
- 熊太郎：徳大寺伸
- 福山喜八郎：吉田義夫
- おかね：松浦築枝
- 勝沼の平吉：富田仲次郎
- 手島の久五郎：清川荘司
- 作兵衛：高松錦之助
- 宗右衛門：水野浩
- 藤吉：上代悠司
- 甚吉：団徳麿
- 大野の鶴吉：里見浩太郎

- 大和田の友造：大河内傳次郎
- 武居の安五郎：月形龍之介
- 大政：大友柳太朗

- 吉良の仁吉：市川右太衛門

## ネット配信
- 東映時代劇YouTube
  - 2022年8月13日16:00（JST） - 同年8月21日23:59（JST）
  - 2024年5月24日16:00（JST） - 同年6月9日23:59（JST）